# Joseph Kaye Henry
Joseph Kaye Henry  (1866 - 1930) fue un botánico canadiense, y profesor de inglés

## Algunas publicaciones

### Libros
- joseph kaye Henry. 2010. Flora of Southern British Columbia and Vancouver Island; With Many References to Alaska and Northern Species. Reeditó General Books. 460 pp. ISBN 9781153243001
- ----------------------------, john william Eastham. 1947. Flora of Southern British Columbia and Vancouver Island, with many references to Alaska and northern species: Supplement, comprising descriptions of additional species and varieties, significant extensions of range, and corrections. N.º 1 de Special publication. 119 pp.
- ----------------------------. 1915. Flora of southern British Columbia: with many references to Alaska and Northern species. Editor W.J. Gage, 363 pp.

## Eponimia
- (Apiaceae) Angelica henryi H.Wolff[2]